# Circolo Nautico Posillipo

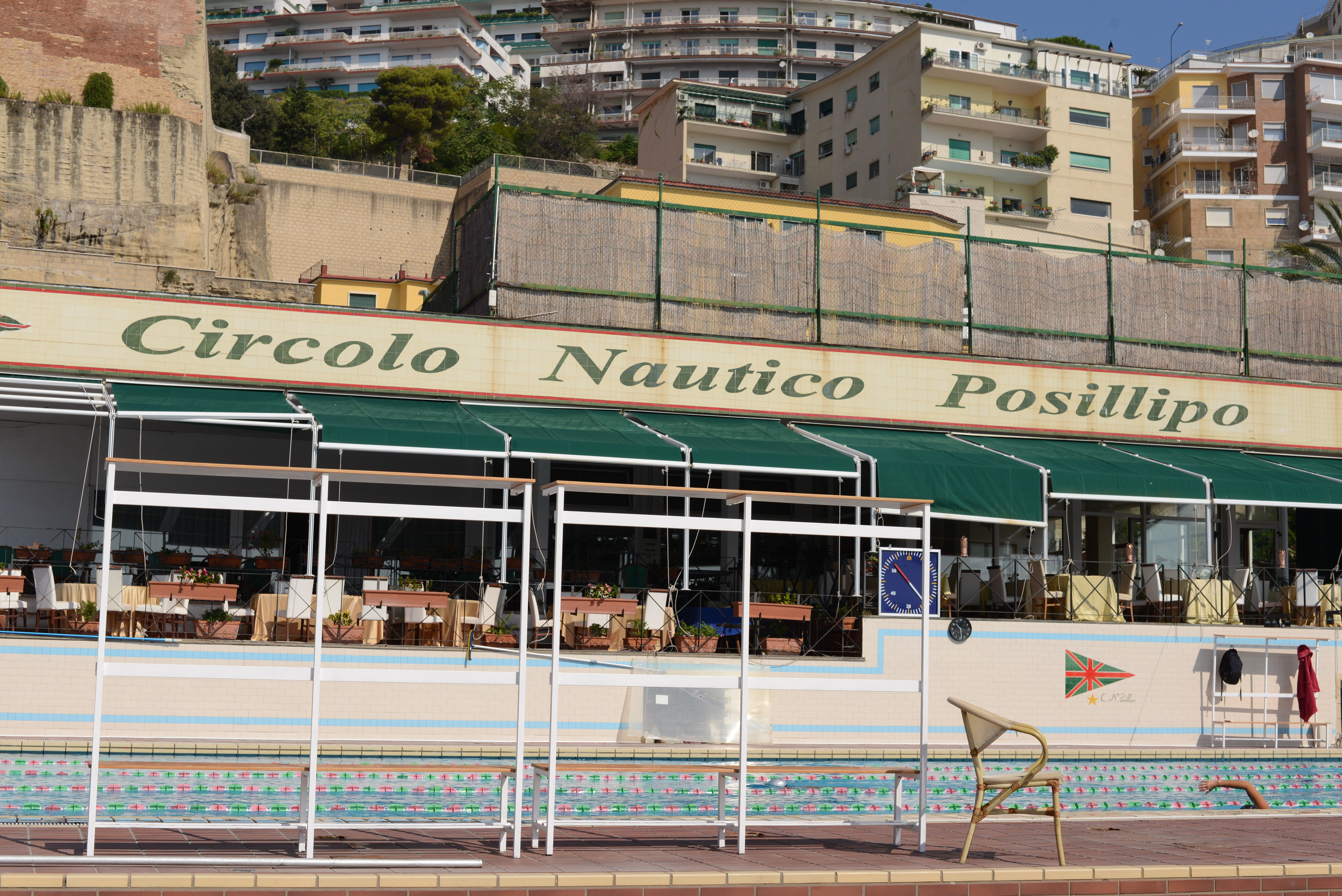
Vereins-Schwimmbad von Posillipo

Circolo Nautico Posillipo oder kurz CN Posillipo ist ein Sportverein aus Posillipo, einem Stadtteil von Neapel.

## Verein
Der Verein wurde am 15. Juli 1925 gegründet. Er bietet, laut seiner Website, acht Sportarten an: Fechten, Kanusport, Rudern, Schwimmen, Segeln, Tennis, Triathlon und Wasserball. Fünf dieser Abteilungen stellten bereits Olympiateilnehmer.
Von 1925 bis 2023 gewannen Athletinnen und Athleten von Posillipo 103 Goldmedaillen, 90 Silbermedaillen und 119 Bronzemedaillen bei Olympischen Spielen, Welt- und Europameisterschaften. In der gleichen Zeit gewann der Verein 458 italienische Meistertitel.
Das Logo des Vereins ähnelt vom Muster der britischen Flagge mit weißumrandeten roten Kreuzen, die Hintergrundfarbe ist grün.

## Abteilungen

### Wasserball
Die Wasserballmannschaft der Männer gewann bis 2004 elf italienische Meistertitel: 1985, 1986, 1988, 1989, 1993, 1994, 1995, 1996, 2000, 2001 und 2004. Von 1984 bis 1988 und von 1993 bis Anfang 2002 war Paolo De Crescenzo Trainer der Mannschaft.
1967 war die Mannschaft für eine Saison in der obersten italienischen Liga und stieg dann erst 1980 wieder auf. 1984 belegte die Mannschaft den zweiten Platz in der Meisterschaft und danach folgten die erfolgreichsten Jahre der Wasserballspieler. 2014 war die Mannschaft Meisterschaftsdritte, danach gab es bis 2023 keine Platzierung unter den besten drei italienischen Mannschaften. International gewann die Mannschaft 1997, 1998 und 2005 die LEN Champions League und ist damit hinter Rekordsieger Pro Recco die zweiterfolgreichste Mannschaft aus Italien.
Die italienische Nationalmannschaft wurde bei den Olympischen Spielen 1992 Olympiasieger. Mit Mario Fiorillo, Franco Porzio und Giuseppe Porzio gehörten drei Spieler von CN Posillipo zum Olympiasiegerteam. Insgesamt nahmen 16 Wasserballspieler von Posillipo an Olympischen Spielen teil. Von 1998 bis 2003 spielte der Ungar Tamás Kásás bei Posillipo, der in dieser Zeit eine von seinen drei olympischen Goldmedaillen gewann.

### Segeln
Antonio Ciciliano gewann 1960 eine olympische Bronzemedaille im Drachenboot. Die Olympischen Segelwettbewerbe 1960 wurden im Golf von Neapel ausgetragen, alle drei Crewmitglieder des Drachenbootes kamen aus Neapel.

### Rudern
Mit 58 Meistertiteln in der Erwachsenenklasse ist die Ruderabteilung die erfolgreichste Abteilung des Vereins.

### Fechten
Sandro Cuomo und Ferdinando Meglio aus der Fechtabteilung wurden Olympiasieger.